# Sergei Wiktorowitsch Dolmatow

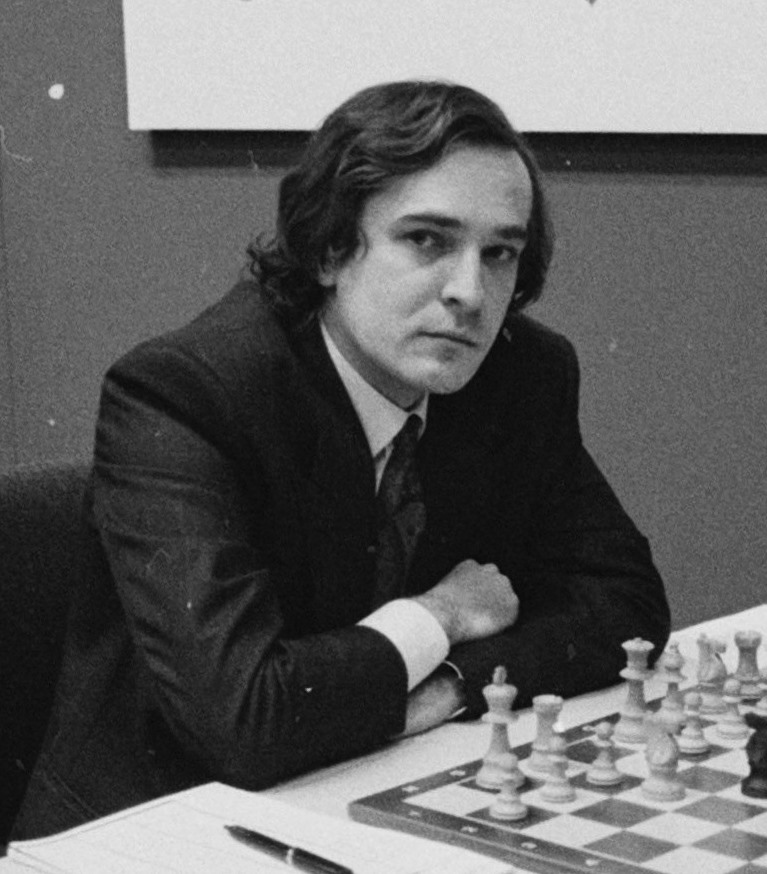
Dolmatow (1991)

Sergei Wiktorowitsch Dolmatow (russisch Сергей Викторович Долматов, wiss. Transliteration Sergej Viktorovič Dolmatov; * 20. Februar 1959 in Kisseljowsk, Oblast Kemerowo) ist ein russischer Schachmeister.

## Leben
Dolmatow gehört neben Artur Jussupow zu den erfolgreichsten Schülern des russischen Star-Trainers Mark Dworezki. Unter Dworezkis Obhut wurde Dolmatow zwei Mal (1978 und 1979) Jugend-Vizeeuropameister und 1978 Jugendweltmeister in Graz. Für diesen Erfolg erhielt er von der FIDE den Titel Internationaler Meister verliehen. In den 1980er Jahren feierte er eine Reihe glänzender Siege. Er gewann Turniere in Amsterdam 1979, Bukarest 1981, Frunse 1983, Barcelona 1983, Tallinn 1985, Sotschi 1988, Klaipėda 1988 (Erste UdSSR-Liga), Moskau 1989 und Hastings 1989/1990. Beim stark besetzten Turnier in Taschkent 1980 wurde er nach Alexander Beliavsky Zweiter, ebenso beim starken Turnier in Minsk 1982 Zweiter hinter Witali Zeschkowski. Er qualifizierte sich in diesem Zeitraum zu fünf UdSSR-Meisterschaften. 1984 verlieh ihm die FIDE den Großmeistertitel. Garri Kasparow wählte 1987 Dolmatow zu seinem Sekundanten beim Weltmeisterschaftskampf in Sevilla gegen Anatoli Karpow.
1990 gelang Dolmatow beim Interzonenturnier in Manila (geteilter 5. Platz) der Sprung zum Kandidatenturnier. Im ersten Wettkampf der Kandidaten stieß Dolmatow auf seinen langjährigen Freund und Dworezki-Mitschüler Artur Jussupow. Der 1991 in Wijk aan Zee ausgetragene Wettkampf endete nach regulärem Spiel 4:4 (+1 =6 −1), sodass ein Schnellschach-Stechen entscheiden musste: Jussupow setzte sich hier mit 2,5:1,5 durch und Dolmatow schied aus. 1997 gewann Dolmatow gemeinsam mit Pawel Tregubow und Sergei Rublewski in Krasnodar. 1999 wurde er in Kalkutta Zweiter und gewann 2000 das Anibal-Open in Linares. Dolmatows Elo-Zahl beträgt 2560 (Stand: Juli 2014), er wird jedoch als inaktiv geführt, da er seit der russischen Mannschaftsmeisterschaft 2009 keine gewertete Partie mehr gespielt hat. Seine höchste Elo-Zahl von 2630 erreichte Dolmatow im Juli 1993.

## Mannschaftsschach

### Nationalmannschaft
Dolmatow gewann mit der russischen Nationalmannschaft die Schacholympiade 1992 in Manila und erreichte bei der Mannschaftsweltmeisterschaft 1993 in Luzern den dritten Platz, wobei er die Einzelwertung am vierten Brett zusammen mit dem Chinesen Li Wenliang gewann.

### Vereine
Sergei Dolmatow gewann 1996 die russische Mannschaftsmeisterschaft mit Ladja Asow. Er nahm achtmal am European Club Cup teil und gewann diesen 1979 mit Burewestnik, 1997 mit Ladja Asow und 2001 mit Norilski Nikel Norilsk.
Von 1991 bis 1993 spielte er in der deutschen Schachbundesliga bei den SF Dortmund-Brackel.